# Historia de la ciencia y la tecnología en China

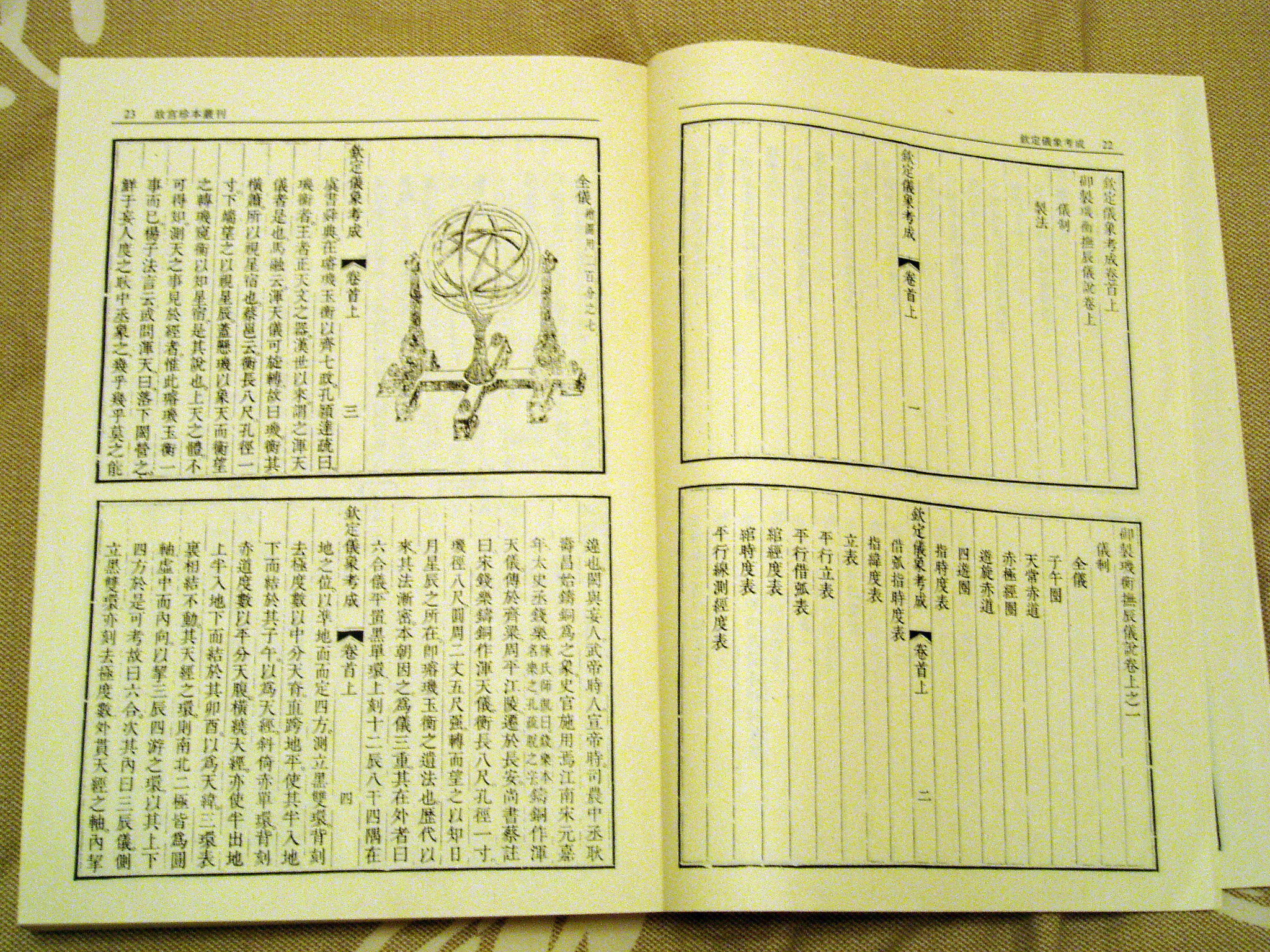
Un método para elaborar instrumentos de observación astronómica en la época de la Dinastía Qing.

La historia de la ciencia y la tecnología en China es a la vez larga y rica con muchas contribuciones para la ciencia y para la tecnología. En la Antigüedad, independientemente de los filósofos griegos y de otras civilizaciones, los filósofos chinos hicieron importantes avances en los campos de la ciencia, tecnología, matemática, astronomía y una escritura basada en símbolos. Las primeras observaciones registradas de cometas, eclipses solares y supernovas provienen de China. También se practicaron la medicina china tradicional, acupuntura y medicina herbal.
Entre los primeros inventos chinos se encuentra el ábaco, el «reloj de sombra» y las primeras máquinas voladoras, tales como los cometas y las linternas celestes. Los cuatro grandes inventos de la Antigua China, la brújula, la pólvora, el papel y la impresión, se encuentran entre los avances tecnológicos más importantes, recién conocidos en Europa hacia fines de la Edad Media. En particular, la época de la Dinastía Tang (618-906) fue de gran innovación. Mientras que buena parte del intercambio entre Occidente y China tuvo lugar durante el período de la Dinastía Qing. Las misiones jesuitas en China de los siglos XVI y XVII introdujeron la ciencia, que estaba teniendo su propia revolución, a China. Asimismo, el conocimiento de la tecnología china fue llevado a Europa. Gran parte del estudio occidental sobre la historia de la ciencia en China fue realizado por Joseph Needham.

Como apunta Joseph Needham, [los eruditos clásicos chinos] consideraban el mundo como un flujo de fenómenos concretos merecedores de una observación cuidadosa y de una relación cronológica: sin embargo, no se valían mucho de categorías analíticas. La construcción de un sistema lógico no era su fuerte. ... debemos deducir su sistema desde una confusa clasificación de expresiones registradas, glosas de los clásicos, cartas a amistades y otros documentos dispersos ... eran por educación más compiladores que creadores. Habiendo memorizado largas secuencias de los clásicos y otras historias, construían sus propias obras mediante un extenso trabajo de montaje de frases y pasajes extraídos de aquellas fuentes. A esta citación no acreditada hoy se le denominaría plagio; sin embargo, los escritores chinos antiguos se consideraban a sí mismos preservadores del registro más que sus creadores ... Casi no se utilizaban hipótesis o condiciones teóricas contrarias al hecho; lo mismo ocurría con el razonamiento lógico inductivo o deductivo. [Las escasas formas de generalizar o de expresar conceptos abstractos] dificultaba[n] la introducción de nuevas ideas extranjeras en el lenguaje escrito. En última instancia ello puede haber hecho más difícil el desarrollo de los aspectos teóricos de la ciencia. El problema más conocido con un término ... fue la frase gewu (kewu), utilizada por Zhu Xi y traducida como la investigación de las cosas. Algunos estudiosos modernos pensaron que se refería a un estudio científico de la naturaleza, pero ... el significado real era: la adquisición del conocimiento moral a través del estudio cuidadoso de los clásicos y de la inspección minuciosa de los principios tras la historia y la vida diaria.
John King Fairbank (1996) China: una nueva historia

A pesar del extraordinario número de innovaciones técnicas consideradas inventos chinos, la cultura china respondía a las peculiares circunstancias de lo que, en términos marxistas, se ha denominado modo de producción asiático o despotismo hidráulico, en el que las fuerzas productivas ligadas a la ciencia y la tecnología no cumplen la misma función transformadora de las relaciones socioeconómicas que en otros modos de producción.

## Inventos

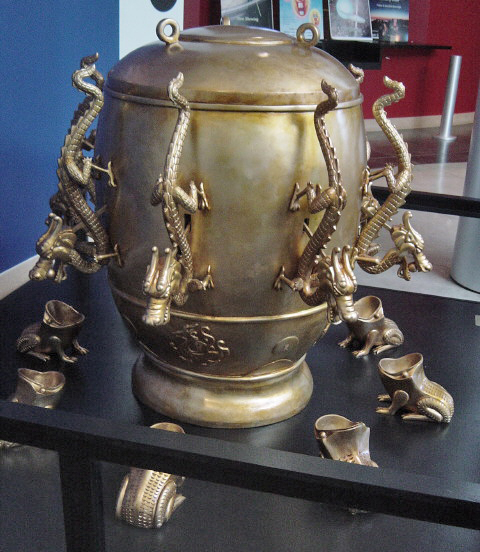
Reconstrucción del sismógrafo de Zhang Heng, del que hay descripciones literarias (año 132).

Derivado de la filosofía taoísta, una de las contribuciones de más larga y antigua china por lo que aquí se deberán algunos datos curiosos sobre esto de los antiguos chinos es la medicina china tradicional, que incluye la acupuntura y la medicina herbal. La práctica de la acupuntura puede ser I milenio a. C. y algunos científicos creen que existe evidencias de prácticas similares a la acupuntura siendo usadas en Eurasia durante la temprana Edad del Bronce.
Los antiguos chinos también inventaron artefactos para llevar cuentas y tomar el tiempo, que facilitaron las observaciones matemáticas y astronómicas. Los relojes de sombra, los precursores del reloj de sol, aparecieron en China hace unos 4000 años, mientras que el ábaco fue inventado en China en algún momento entre 1000 a. C. y 500 a. C. Usando estas, los chinos fueron capaces de registrar observaciones, documentar el primer eclipse solar en 2137 a. C. y avistar un agrupamiento planetario en 500 a. C.; sin embargo, estas hazañas son altamente debatidas y descansa en muchas suposiciones. El libro de seda fue el primer atlas definitivo de cometas, escrito c. 400 a. C. Listaba 29 cometas que aparecieron durante un período de unos 300 años. La Dinastía Qin también desarrolló la ballesta, que más tarde se convirtió en el arma más importante en Europa. Se han encontrado varios restos de ballestas entre los Guerreros de terracota en el Mausoleo de Qin Shi Huang.
En arquitectura, el pináculo de la tecnología china se manifestó en la construcción de la Gran Muralla China, bajo el reinado del emperador Qin Shi Huang entre 220 y 200 a. C. La arquitectura china típica cambió poco con la subsiguiente Dinastía Han hasta el siglo XIX.

## Ciencias

### Astronomía
La astronomía china es considerada más antigua que la desarrollada en la antigua Europa y el Oriente Próximo, aunque es poco lo que se conoce sobre ella, y ha evolucionado de manera independiente. Los expertos consideran que los chinos eran los observadores de fenómenos celestes más perseverantes y precisos de todo el mundo, incluso antes de los estudios astronómicos de los árabes medievales.
Los chinos consideraban que la estructura del universo era como una fruta que colgaba de lo que se conoce en occidente como la estrella polar y describieron 284 constelaciones distribuidas en 28 «casas», templos o cuadrículas que ocupaban todo el firmamento. En el 2357 a. C. habían desarrollado uno de los primeros calendarios solares de los que se tiene noticia. Del 2137 a. C. data el primer registro de un eclipse solar. Desde el 1766 a. C. utilizaban un calendario lunar con un ciclo de 19 años, coincidente con el de Metón de Atenas del 432 a. C. En el IV a. C. constataron la existencia de manchas solares, su descubridor Shi Shen catalogó en el 350 a. C. 800 estrellas en el primer catálogo de estrellas, titulado el Gan Shi Xing Jing. En el 100 a. C. descubrieron la brújula, comparando su direccionamiento, aún incierto, con las posiciones solares y estelares.
Inicialmente concebían una tierra y un cielo planos, separados por 40.000 km. Creían que el Sol, al que calculaban un diámetro de unos 625 km, giraba en el cielo excéntrico respecto de la vertical de China, de modo que, cuando se acercaba se hacía de día y, cuando se alejaba, de noche. Esto no explicaba el tránsito solar por el horizonte, de forma que tuvieron que curvar tal concepción en dos semiesferas concéntricas, calculando el radio de la terrestre en 30.000 km. No se conoce la forma de deducir tales dimensiones. Tal vez la de la Tierra fuese consecuencia del cálculo de la curvatura de cada grado de su circunferencia.
Aunque los chinos fueron de los primeros astrónomos en documentar la actividad estelar, algunos de los observatorios astronómicos terrestres más antiguos que han existido, o existen aún en día, se encuentran en Corea, Egipto, Camboya, Inglaterra o Alemania. Sin embargo, China tiene un número importante de observatorios pretelescópicos, como el antiguo observatorio de Pekín, construido en el siglo XIII y equipado con una gran colección de instrumentos revolucionarios, tales como una esfera armilar, un cuadrante, un sextante y un teodolito.
A partir del siglo II se llega a una concepción totalmente esférica, a partir de la cual inventan la esfera armilar, formada por reglas anulares de cálculo y medición, que representan el recorrido celestial aparente de los distintos astros, vistos desde la Tierra. Este instrumento fue también asumido por los científicos europeos dos siglos después de manera independiente. Aún se desarrolló más la visión cósmica de los chinos, que llegaban a explicar que el universo era una especie de huevo descomunal (es decir, una forma cóncava, lo que la asemeja a la concepción sumeria del universo, heredada por los asirio-babilonios y asumida por el judaísmo, aunque los chinos no creían que flotase «entre dos aguas», sumergido en ellas) cuya yema era la Tierra, aunque ellos la situaban en el centro, sola y pequeña, y no en un foco de la elíptica u ovoide. Estos descubrimientos, que podemos considerar confucianos, se trastocaron a partir de la visión taoísta, según la cual, consecuencia de la contradicción entre el movimiento y la inmovilidad, el yin y el yang, y «Lo Absoluto» (o «Lo Infinito», con un sentido cósmico generatriz; en chino Tai-chi) el universo estaba formado por fuego, tierra, metal, agua y madera, mutuamente generadores y mutuamente aniquiladores, y que, por todo ello, era amorfo, infinito y superficial, es decir, vacío en su interior. Obsérvese que ambas concepciones concuerdan, parcialmente, con las actuales, aunque fueron incapaces de conseguir una imbricación integradora de ellas, unificándolas.

### Matemáticas
La matemática china fue independiente de la matemática desarrollada por griegos, asiáticos, egipcios y babilonios. Sólo a partir de la expansión del Islam los contactos entre Occidente y China se hicieron suficientemente intensos para que se estableciera una influencia de la matemática desarrollada en China sobre la matemática conocida en Occidente. Por esa razón debe admitirse que hasta bien entrado el siglo XVII, existía una cultura matemática propiamente china, cuyo conocimiento se basa en antiguos inscripciones, manuscritos e incluso libros.
Las primeras matemáticas en China datan de la Dinastía Shang (1600 − 1046 a. C.) y consisten en números marcados en un caparazón de tortuga. Estos números fueron representados mediante una notación decimal. Por ejemplo, el número 123 se escribía, de arriba abajo, como el símbolo para el 1 seguido del símbolo para 100, luego el símbolo para el 2 seguido del símbolo para 10 y, por último, el símbolo para el 3. Este era el sistema de numeración más avanzado en su tiempo y permitía hacer cálculos para usarlos con el suanpan o el ábaco chino. La fecha de invención del suanpan no se conoce con certeza, pero la mención escrita más antigua data del 190 d. C., en Notas suplementarias sobre el Arte de las Cifras, de Xu Yue's.
Desde el siglo III a. C. los chinos dieron una original demostración del teorema de Pitágoras, calcularon el número π por aproximación y resolvieron sobre el tablero de damas las ecuaciones de primer grado. Sin embargo, el empleo del cero no apareció hasta el siglo VII de nuestra era. Durante los siglos XII y XIII el álgebra china alcanzó un brillante esplendor.

### Medicina
La medicina china tradicional está basada fundamentalmente en la filosofía taoísta y en sus principios cosmológicos. No mucho se sabe de sus orígenes, creada en 1400 a. C. pero sí que está fuertemente marcada por tres figuras legendarias, tres emperadores míticos:
- Fuxi, autor de Yi Jing (Libro de las mutaciones), generalmente considerado el libro chino más antiguo.
- Shennong, padre de la agricultura y de la fitoterapia. A él se atribuye el primer Bencao (o Tratado de las Materias Medicinales).
- Huang Di, el "Emperador Amarillo", autor de la obra más representativa de la Medicina Tradicional China: las Nei Jing o Neijing Suwen.

### Química
La alquimia china está relacionada con el taoísmo, consecuentemente, sus practicantes utilizan conceptos tales como: los cinco elementos; el Tao, la relación entre el Yin y el Yang; el Qì; el I Ching; la astrología china; los principios del Feng Shui, la Medicina Tradicional China, etc. Mientras la alquimia occidental terminó centrándose en la transmutación de metales corrientes en otros nobles, la alquimia china tuvo una conexión más obvia con la medicina. La piedra filosofal de los alquimistas europeos puede ser comparada con el gran elixir de la inmortalidad perseguido por los alquimistas chinos. Sin embargo, en la visión hermética, estas dos metas no estaban desconectadas y la piedra filosofal era con frecuencia equiparada a la panacea universal. Por tanto, las dos tradiciones pueden haber tenido más en común de lo que inicialmente parece.
La pólvora puede haber sido una importante invención de los alquimistas chinos. Descrita en textos del siglo IX y usada en fuegos artificiales en el siglo X, fue empleada en cañones sobre 1290. Desde China, el uso de la pólvora se extendió a Japón, los mongoles, el mundo árabe y Europa. La pólvora fue usada por los mongoles contra los húngaros en 1241 y en Europa a partir del siglo XIV.

## Publicaciones científicas
Según un estudio de 2004, hay más de 8,000 revistas en China, de las cuales 4,600 pueden considerarse científicas. No obstante, este número no puede verse reflejado en ciertas bases de datos como Web of Science en las que sólo se encuentran, a 2021, 269 revistas científicas de este país. Existen diversos criterios distintos para medir la calidad, uno de ellos es el factor de impacto. En un estudio de 2018 se estudiaron 7,349 revistas del China Academic Journal Network Publishing Database, de estas, el total de revistas que tienen un factor de impacto mayor a uno son 1,100 revistas.